# Dancing in the Dark
«Dancing in the Dark» — песня американского рок-певца Брюса Спрингстина, вышедшая 9 мая 1984 года в качестве 1-го сингла с седьмого студийного альбома Брюса Born in the U.S.A. (1984).
Сингл достиг второго места в хит-параде США Billboard Hot 100, а певец за её исполнение получил свою первую в карьере премию Грэмми.

## Создание
Спрингстин написал «Dancing In the Dark» за одну ночь, после того как Джон Ландау убедил его, что альбому нужен сингл. По словам журналиста Дэйва Марша в книге «Glory Days», Спрингстина не впечатлил подход Ландау. «Послушайте, — прорычал он, — я написал семьдесят песен. Хочешь еще одну — пиши». Несмотря на такую реакцию, Спрингстин сел в своем гостиничном номере и написал песню за одну ночь. Она отражает его душевное состояние, ощущение изоляции после успеха альбома The River и разочарование от попыток написать хит-сингл. Шесть дублей «Dancing in the Dark» были записаны 14 февраля 1984 года на студии The Hit Factory, и после 58 микширований работа была завершена 8 марта 1984 года. 12-дюймовый сингл был выпущен 9 мая 1984 года и стал самым продаваемым 12-дюймовым синглом в США в том году.

## Коммерческий успех
Релиз сингла состоялся 9 мая 1984 года, ещё до выхода самого альбома. Сингл достиг № 2 в американском хит-параде Billboard Hot 100 и пробыл там 4 недели в июне и июле 1984 года (на первое место его не пустили два хита-чарттоппера: Duran Duran's «The Reflex» и Prince's «When Doves Cry»).. «Dancing in the Dark» достиг места № 1 в рок-чарте Billboard′s Hot Mainstream Rock Tracks и продержался на его вершине 6 недель.

## Отзывы
В Cashbox отметили, что песня «классическая для Спрингстина: мужественный вокал под жесткий ритм», а «дополнительным сюрпризом стало добавление синтезатора к вдохновенной игре группы E-Street Band».
Журнал Rolling Stone назвал «Dancing in the Dark» лучшей песнью года (Song of the Year). Брюс Спрингстин также выиграл премию MTV Video Music Award в категории Лучшее выступление на сцене во время Церемонии MTV VMA 1985 года.
Песня позволила Брюсу получить свою первую в карьере премию Грэмми. Она победила в категории Best Rock Vocal Performance во время 27-й церемонии Грэмми (26 февраля 1985 года, Лос-Анджелес) и имела номинацию на Лучшую запись года. Ещё одну премию песня получила 28 января 1985 года на церемони 12th American Music Awards в категории Favorite Pop/Rock Single.

## Музыкальное видео
Режиссёр Брайан Де Пальма снял видео в Saint Paul Civic Center в Сент-Поле, штат Миннесота, 28 и 29 июня 1984 года. Первая ночь была чистой видеосъёмкой, вторая была в день открытия тура Born in the U.S.A.. Брюс Спрингстин и E Street Band исполнили песню дважды во время этого шоу, чтобы позволить Де Пальме получить все необходимые кадры. Видео представляет собой прямое видео выступления, в котором Спрингстин не играет на гитаре, что позволило ему пригласить молодую женщину из зала, которую исполняла Кортни Кокс, потанцевать с ним на сцене в конце. Хотя Де Пальма сказал ему, что именно её он должен был выбрать, Спрингстин подумал, что она была просто предварительно отобранной поклонницей, пришедшей на представление, и не знал до самого конца, что она была профессиональной актрисой, привезенной из Нью-Йорка, которая уже играла в Как вращается мир. Несмотря на это, Кокс заявила, что она была одной из многих, кого мог выбрать Спрингстин, и что она тайно надеялась, что её не выберут.
Первоначально видео включало сюжетную линию, в которой Кокс и несколько ее друзей готовились пойти на концерт, и один из них был выбран. Для этого были сняты зарисовки, хотя они остались неиспользованными. В сентябре 1985 года видео выиграло премию MTV Video Music Award за лучшее выступление на сцене и было номинировано на лучший перформанс в видео. Актёр Альфонсо Рибейро позже утверждал, что черпал вдохновение из танца Кокс в видео при разработке «The Carlton» для своего персонажа в Принце из Беверли-Хиллз.

## Список композиций

### 7": Columbia / 38-04463
1. «Dancing in the Dark» — 3:59
2. «Pink Cadillac» — 3.33

### 12": Epic / TA4436
1. «Dancing in the Dark» (Extended Remix) — 6:09
2. «Pink Cadillac» — 3.33

### 12": Columbia / 44-05028
1. «Dancing in the Dark» (Blaster Mix) — 6:09
2. «Dancing in the Dark» (Radio) — 4:50
3. «Dancing in the Dark» (Dub) — 5:30

- Сингл на 2-й стороне (B-side), «Pink Cadillac», комический в стиле рокабилли рассказ о достоинствах (и пороках) цветных кадиллаков, стал в 1988 году хитом № 5 для Натали Коул.

## Чарты и сертификации
| Чарт (1984)                               | Высшая позиция |
| ----------------------------------------- | -------------- |
| Австралия (Kent Music Report)             | 5              |
| Канада (RPM Top Singles)                  | 3              |
| Канада (CHUM)                             | 1              |
| Финляндия (Suomen virallinen lista)       | 11             |
| Франция (IFOP)                            | 36             |
| Ирландия (IRMA)                           | 2              |
| (FIMI)                                    | 12             |
| Нидерланды (Dutch Top 40)                 | 1              |
| Новая Зеландия (Recorded Music NZ)        | 2              |
| Норвегия (VG-lista)                       | 7              |
| Южная Африка (Springbok Radio)            | 4              |
| Швеция (Sverigetopplistan)                | 2              |
| Великобритания (OCC UK Singles)           | 28             |
| США (Billboard Hot 100)                   | 2              |
| США (Billboard Mainstream Rock)           | 1              |
| США Dance/Disco Top 80 (Billboard)        | 7              |
| США Cash Box                              | 1              |
| США Radio & Records CHR/Pop Airplay Chart | 1              |

| Чарт (1985)                     | Высшая позиция |
| ------------------------------- | -------------- |
| Бельгия/Фландрия (Ultratop 50)  | 1              |
| Бельгия (VRT Top 30 Flanders)   | 1              |
| Нидерланды (Single Top 100)     | 2              |
| Нидерланды (Dutch Top 40)       | 1              |
| Великобритания (OCC UK Singles) | 4              |

| Чарт (1984)                                 | Ранг |
| ------------------------------------------- | ---- |
| Австралия (Kent Music Report)               | 1    |
| Канада (RPM Top Singles)                    | 20   |
| Новая Зеландия (Recorded Music NZ)          | 4    |
| США (Billboard Top Dance Singles)           | 50   |
| США (Billboard Top Pop Singles)             | 14   |
| США (CashBox Top 100)                       | 3    |
| США (Radio & Records CHR/Pop Airplay Chart) | 15   |

| Чарт (1985)                         | Ранг |
| ----------------------------------- | ---- |
| Бельгия (Ultratop 50 Flanders)      | 5    |
| Нидерланды (Single Top 100)         | 9    |
| Нидерланды (Dutch Top 40)           | 3    |
| UK Singles (Official Single Charts) | 29   |

| Регион | Сертификация  | Продажи   |
| --- | ------------- | --------- |
| Австралия (ARIA) | 7× Платиновый | 490 000   |
| Канада (Music Canada) | Платиновый    | 100 000^  |
| Дания (IFPI Danmark) | Платиновый    | 90 000    |
| Италия (FIMI) | Платиновый    | 100 000   |
| Мексика (AMPROFON) | Золотой       | 30 000    |
| Португалия (AFP) | Золотой       | 20 000    |
| Великобритания (BPI) | 2× Платиновый | 1 200 000 |
| США (RIAA) | 4× Платиновый | 4 000 000 |
| ^ Данные о тиражах приведены только на основе сертификации. · Данные о продажах + прослушиваниях приведены только на основе сертификации. |               |           |

## Награды
| Год  | Награда                | Категория                                                     | Результат |
| ---- | ---------------------- | ------------------------------------------------------------- | --------- |
| 1984 | American Music Awards  | Favorite Pop/Rock Single (за «Dancing in the Dark»)           | Победа    |
| 1985 | Grammy Awards          | Best Rock Vocal Performance — Male (за «Dancing in the Dark») | Победа    |
| 1985 | Grammy Awards          | Record of the Year (за «Dancing in the Dark»)                 | Номинация |
| 1985 | MTV Music Video Awards | Best Stage Performance Video (за «Dancing in the Dark»)       | Победа    |
| 1985 | MTV Music Video Awards | Best Overall Performance (за «Dancing in the Dark»)           | Номинация |